# John Gardiner
Pour les articles homonymes, voir John Gardiner (baron Gardiner de Kimble) et Gardiner.
John Gardiner, né le 3 mars 1943, à Newcastle, en Australie, est un ancien joueur australien de basket-ball.